# Teotl
Teotl este un concept central al religiei și filozofiei aztece. În limba Nahuatl referirea poate desemna "o ființă supremă", dar conceptul în sine este mult mai larg, referindu-se la dinamica imaterială a energiei universale, mereu reînoibilă, parte a caracteristicilor divine. După unii autori, teotl este similar conceptului polinezian de Mana.  În realitate, natura conceptului "teotl" a fost subiectul dicuțiilor continue printre specialiștii în domeniu.

## Definiție
Totul și toate în universul aztec este / sunt Teotl, cu semnificația că tot ceea ce există, respectiv toate conceptele și lucrurile, dar și fiecare din acestea reflectă doar o parte a acestuia. Teotl nu este ceva separat ci este, mai degrabă, ceea ce este, neputând fi separat în identitățile și formele sale variate. Datorită generalității termenului, respectiv a lumii foarte diferite în care trăim astăzi, este dificil de a da o definiție chiar și schematică a naturii universale, complexe, dar vagi a naturii cuvântului Teotl.

## Importanța termenului în explicarea căderii Imperiului aztec
Teotl este un element esențial în înțelegerea căderii Imperiului aztec întrucât ante-penultimul Hueyi Tlatoani, conducătorul Montezuma al II-lea, precum aztecii în general, se refereau la Cortés și la conchistadori ca fiind "Teotl".  Deși se crezuse mult timp că această denominalizare i-ar fi desemnat pe necunoscuții cuceritori ca fiind zei, este mult mai posibil ca prin numirea spaniolilor cu termenul de "teotl", aztecii ar fi înțeles că ar fi fost "misterioși", "inexplicabili", dar și, în chip fatalist, ca "inexorabili". 